# 베를린 선언 (1945년)
베를린 선언(독일어: Berliner Erklärung/Deklaration) 또는 독일 패전 선언은 1945년 6월 5일 미국, 소련, 영국, 프랑스 정부가 연합국을 대표하여 독일의 군사적 패배 이후 독일 영토에 대한 데 유레 "최고 권한"을 공동으로 승계하고, 곧 개최될 포츠담 회담에 앞서 독일의 행정 및 국경 문제에 대한 공동 결정의 정당성을 주장한 선언이다.

## 배경
1945년 5월 8일의 독일의 항복문서는 독일 국방군 대표자들이 서명한 독일 무장 세력의 군사적 항복만을 규정하고 있었다. 따라서 독일 국가의 무조건 항복에 대한 완전한 민간 규정은 명시적인 공식적 근거가 없었다. 연합국은 유럽 자문 위원회를 통해 포괄적인 무조건 항복 문안에 합의했으며, 이는 독일 내에서 나치 정권이 군사 또는 민간 당국에 의해 전복될 수 있는 잠재적 상황에서 사용될 의도였다. 이후 탈나치 정부가 독일에 수립되어 휴전을 모색할 것이었다. 하지만 실제로는 나치 정권이 마지막까지 유지되었고, 아돌프 히틀러는 1945년 4월 30일 베를린 폐허에서 자살했으며, 그의 후계자로 지명된 카를 되니츠가 플렌스부르크에 민간 정부를 수립했다는 주장은 연합국에게 받아들여지지 않았다. 따라서 이전에 합의되었던 항복 문안은 선언으로 다시 작성되고 설명적인 서문이 추가되어 1945년 6월 5일 네 연합국에 의해 독일 패전에 관한 선언으로 일방적으로 채택되었다. 이 선언은 나치즘의 심각한 범죄적 남용과 완전한 패배 상황 이후 독일에는 현재 정부나 중앙 행정부가 없으며, 독일에서 비어 있는 민간 권한은 결과적으로 공동통치령으로서 네 연합국 대표 권한이 전체 연합국 정부를 대표하여 승계했으며, 이 권한은 나중에 연합국 관리 이사회로 구성되었다는 연합국의 입장을 명시했다.
독일에 대한 적대 행위는 무장 세력이 무조건 항복할 때까지 계속되어야 한다는 원칙은 1943년 10월 모스크바 선언에서 연합국에 의해 채택되었으며, 독일 항복 이후 독일 점령 지역 내에서 잔학 행위에 가담한 모든 개인은 해당 지역으로 송환되어 재판과 처벌을 받을 것이며, "범죄자"로 분류된 나치 독일의 전체 지도부는 "연합국 정부의 공동 결정에 의해 처벌될 것"이라고 명시되었다. 이는 재판 없는 즉결처형을 의미하는 것으로 이해되었으며, 1945년 4월까지 영국 정책으로 남아 있었다. 모스크바 선언의 원칙은 나치즘과 독일 군국주의가 유럽에서 근절될 것임을 연합국이 약속하도록 유럽 자문 위원회의 절차에서 상세히 설명될 예정이었다. 이와 관련하여 영국 전시 내각은 모든 개별 나치 지도자들이 범죄자로 재판을 받고, 모든 나치 기관, 단체, 협회가 "범죄 조직"으로 선언되어 회원 가입이 사법 처벌의 근거가 될 수 있도록 사법 재판소를 설립해야 한다는 미국 제안에 동의했다. 실제로 1945년 5월까지 그러한 나치 기관들이 독일 민간 행정의 유일한 기능 기관이었기 때문에, 그 효과는 독일의 국가 권력의 전체 민간 기구와 그 안의 모든 고용을 나치당을 위한 "범죄" 활동으로 지정하는 것이었다. 이는 "나치 국가는 구조적으로, 그 기원과 전체 존재를 통해 거대한 범죄 기업이었다"는 근거에 기반한다.
그럼에도 불구하고, 나치 국가는 독일에 민간 권한을 행사할 유효한 권리가 없는 범죄 기업으로 지정되었지만, "범죄" 지정은 연합국에 의해 독일 국방군 사령부와 군대 구성원에게 확대되지 않았다. 나치 국가에 복무하는 장군들은 장군으로 남았고, 병사들은 병사로 남았으며, 독일 국방군 사령부가 발행한 군사 명령은 독일의 상대 민간 국가가 이미 소멸된 것으로 간주되었음에도 불구하고 1945년 5월 8일까지 법적 효력을 가진 유효한 명령이었다. 따라서 독일 국방군 사령부 대표자들은 베를린에서 항복 문서에 서명할 법적 권한이 있었으며, 육군, 해군, 공군에 무장을 해제하라는 그들의 명령은 군율 절차에 의해 적절하게 시행될 수 있는 유효한 명령이었다.

## 조건
선언의 서문은 전쟁에 대한 독일의 책임과 모든 독일 무장 세력의 무조건 항복 및 독일 중앙 정부 기관의 완전한 부재로 인한 나치 독일의 완전한 법적 소멸을 모두 주장했다. 그러나 선언 조항의 본문은 여러 곳에서 독일 민족과 영토의 지속적인 존재를 유지했는데, 선언의 목적상 이는 1937년 12월 31일(1935년 자르 주민투표 이후 및 1938년 안슐루스 이전)로 정의된 것으로 간주되었으며, 네 서명국도 독일의 미래 국경을 결정할 권한을 주장할 수 있었다. 독일의 국경을 결정하겠다는 이 주장된 권한은 곧 동부 영토를 폴란드와 소련에 편입시키고 서부에는 단명한 자르 보호령을 창설하는 데 행사될 것이었다. 서문은 또한 미국, 소련, 영국 및 프랑스 공화국 임시정부의 지명된 네 대표를 "연합군 대표"로 확인했는데, 이들은 그때부터 독일 영토 내 및 옛 독일군에 대해 최고 민사 및 군사 권한을 행사할 것이었다. 그 외에 선언의 본문은 1945년 5월 8일 독일의 항복문서를 위해 준비되었으나 결국 사용되지 않은 형식으로, 이전에 유럽 자문 위원회가 합의했으나 제안된 해체 조항은 포함되지 않았고, 얄타 회담에서 합의된 항복 문서에 추가되었다.
연합국은 독일 내 주권 행사가 합병을 의미하지는 않는다고 주장했다. 선언은 15개 조항으로 구성되었으며, 처음 8개 조항은 독일군의 항복과 군사 장비 및 정보 자산의 연합국 인수에 관한 것이었다. 1945년 7월까지 이러한 조치들은 대부분 완료되었다.
따라서 독일의 미래 통치를 위한 핵심 조항은 나치 지도자 및 기타 전쟁 범죄 혐의자들의 연합국 체포 및 재판을 규정한 제11조와, 연합국이 통제하는 지역에서 독일의 민사, 경제 및 법적 구조를 지시할 거의 무제한적인 권한을 부여한 제13조였다. 이 조항은 독일 사회의 모든 수준에서 공공 기관 및 경제 기업의 탈나치화를 시행하고, 전쟁배상금을 징수하며, 소련 점령 지역에서는 대규모 토지개혁 프로그램을 시행하여 전쟁 전 대규모 토지 소유지에서 몰수된 농촌 토지를 잔존 소작농 및 옛 독일 동부 지역에서 온 이주 농민의 소유로 재분배하는 데 광범위하게 적용되었다.

## 국제법상 법적 지위
연합국은 1945년 4월 30일 아돌프 히틀러의 죽음과 함께 옛 독일 국가가 존재하지 않게 되었으며, 그 역사적 기관과 조직은 나치 권력의 범죄적 침략으로 소멸되었고, 독일 전체의 지속적인 주권적 정체성은 이제 오직 연합국 관리 이사회에 의해서만 대표된다고 주장했다. 포츠담 협정의 조건에 따라 연합국은 연합국 관리 이사회에 의한 독일의 완전한 주권 행사가 후견적이고 제한적인 기간이 될 것이라고 명시했으며, 외무장관 이사회는 최종적인 평화 조약의 조건과 전쟁의 최종 해결을 준비하고, 관리 이사회를 통해 그 해결을 받아들일 수 있는 완전히 새로운 독일 정부와 국가를 수립할 임무를 맡았다.
그러나 독일국이 더 이상 존재하지 않는다는 연합국의 주장은 법적, 정치적 논쟁에서 도전을 받았는데, 여러 학자들은 한 국가의 법적 소멸은 그 국민과 영토가 다른 국가로 공식적으로 합병되지 않는 한 달성될 수 없으며, 베를린 협정에서 그 선택권이 명시적으로 포기되었기 때문에 독일 민족 국가는 어떤 형태로든 연합국 관리 이사회와 독립적으로 나치 독일의 붕괴에서 살아남은 것으로 간주되어야 한다고 주장했다.
전후 법적 논쟁은 또한 1899년과 1907년 헤이그 협약의 전시 군사 점령의 권한과 책임을 제한하는 조항과 직접적으로 충돌하는 독일의 민사, 법률 및 경제 구조에 급진적인 변화를 가져오기 위해 연합국이 제11조 및 제13조에서 가정한 권한에 도전했다. 연합국은 독일 점령 상황에서 해당 협약이 적용될 수 없으며 적용되지도 않는다고 주장했는데, 나치즘과 그 반인도적 범죄, 그리고 독일 군국주의 전반의 완전하고 영구적인 제거가 그들의 주요 전시 목표였기 때문이었다. 실제로 1944년 10월, 아이젠하워 장군은 독일 점령 의도에 관한 그의 '선언 제1호'에서 나치즘과 군국주의의 완전한 소멸, 독일 법률 체계의 중단, 그리고 최고 행정, 입법 및 사법 권한의 연합국 인수를 약속했다.
1990년 독일의 재통일 이후, 전쟁 전 몰수된 토지 소유주의 후손들은 소련이 주도한 동독 토지개혁과 관련하여 연합국 점령 권한의 법적 근거에 이의를 제기하고, 독일 법원을 통해 개혁 프로그램의 전후 수혜자 후손들의 소유권을 박탈하거나 현재 시장 가치로 보상을 요구했다. 10년 동안 연방헌법재판소에 네 건의 사건이 제기된 후, 2005년에 유럽인권법원에 항소가 제기되었고, 법원은 연합국 점령의 합법성을 인정했다. 독일의 전후 점령은 '고유한 점령'으로, 연합국에 '주권적 권한을 부여했다'고 판결했다.

## 서명자
선언은 연합군 최고사령관들이 서명했다.
- 소련 대표 게오르기 주코프
- 미국 대표 드와이트 D. 아이젠하워
- 영국 대표 버나드 몽고메리
- 프랑스 대표 장 드 라트르 드 타시니

아이젠하워는 6월 5일 베를린에 도착하여 선언에 서명하고 그날 프랑크푸르트로 돌아갈 예정이었다. 주코프는 소련이 일본과 전쟁 중이 아님에도 불구하고 제10조가 독일에 있는 일본 국민을 체포하도록 소련에 요구한다고 말하며 서명을 거부했다. 아이젠하워는 해당 조항을 삭제하도록 명령했고, 모스크바의 승인이 필요했던 주코프를 놀라게 했으며, 네 사령관은 기자들이 사진을 찍는 동안 영어, 프랑스어, 러시아어, 독일어로 된 선언 사본 네 부에 각각 서명했다.

## 추가 전개
서방 연합군의 병력은 원래의 "접촉선"에서 서쪽으로 철수하면서 비워진 영토의 행정을 소련 점령 지역으로 이전하고, 동시에 베를린 각 지역에 대한 소련군으로부터 행정 책임을 인계받았다. 이어서 1945년 8월 1일의 포츠담 협정은 영국, 미국, 프랑스 점령 구역의 설정을 확인하고 폴란드와 독일 국경을 오데르-나이세선으로 설정했다. 이 선 동쪽의 옛 독일 영토는 미래의 최종 독일 평화 조약에서 영토의 최종 배분이 결정될 때까지 이제 폴란드 및 소련(칼리닌그라드주)의 행정 하에 놓이게 되었다. 이 조약은 연합국 간의 이념적, 정치적 차이로 인해 지연되었고, 1991년 2+4 조약이 발효되어 독일 점령이 공식적으로 종료될 때까지 최종적으로 비준되지 않았다.
서명 후 아이젠하워는 유럽 자문 위원회를 통해 네 사령관이 이제 연합국 관리 이사회라고 믿으며, 그들의 참모들이 그렇게 행동하기 시작할 수 있는지 물었다. 주코프는 네 연합국의 병력이 각자의 구역으로 재배치되지 않았기 때문에 거부했다. 이사회는 1945년 8월 30일 연합군 점령하 독일에 대한 최고 정부 권한을 행사하기 위해 설립되었으며, 여기에는 더 이상 독일 동부 영토가 포함되지 않았다. 초기 절차에서 이사회는 특히 대외 관계와 관련하여 독일 국가 주권의 유일한 보관 기관이라고 스스로 가정했지만, 각 연합국이 자신의 점령 구역을 적절하다고 생각하는 대로 관리하도록 대부분 남겨두었다. 그러나 이사회의 기능은 이사회에 대표된 연합국들의 방해로 인해 심각하게 위협받았다. 처음에 포츠담 회담에 초대받지 않았고 포츠담 협정에 구속되기를 거부한 프랑스, 그리고 1948년 소련은 연합국 관리 이사회에서 탈퇴하여 1971년과 1990년까지 다시 회의를 개최하지 못했다.

## 기념

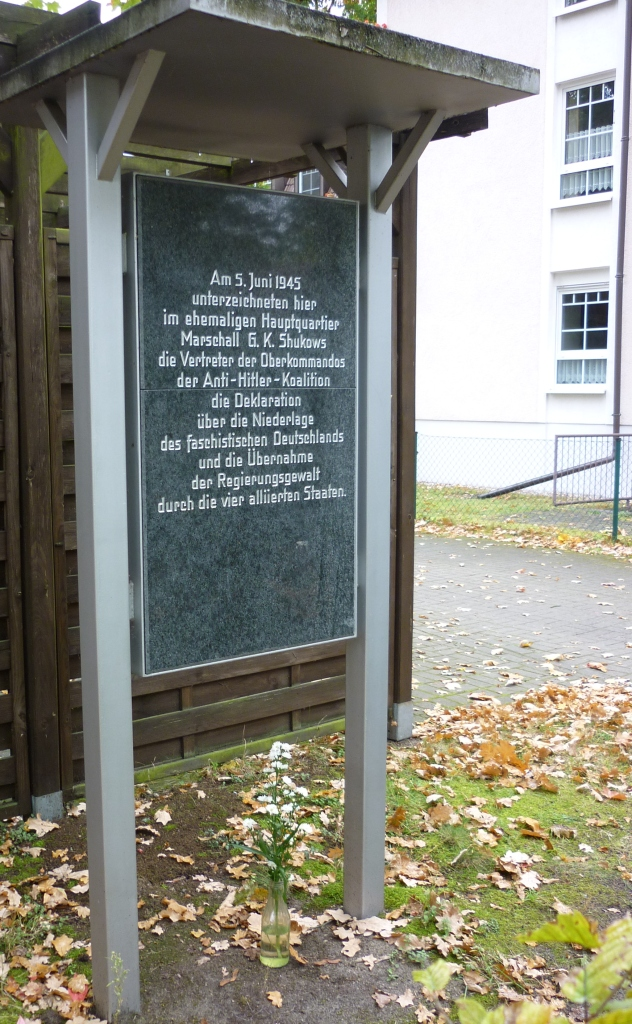
1945년 연합국의 독일 군사 점령 협정 서명 당시 소련 원수 주코프의 지휘를 기념하는 기념비

베를린 쾨페니크 벤덴슐로스 지구의 니베르갈 거리에 있는 현장에 기념비(사진)가 세워졌다. 독일어에서 번역하면 다음과 같다.
1945년 6월 5일, 여기 주코프 원수의 옛 사령부에서 반히틀러 연합군 최고사령부 대표들이 나치 독일의 패전과 네 연합국에 의한 정부 권한 승계에 대한 선언에 서명했다.

## 같이 보기
- 독일의 법적 지위 – 1945년 이후 독일국의 법적 지위
- 2+4 조약

## 내용주
1. ↑  공식 명칭은 "독일 패배 및 독일과 관련하여 미국, 소련, 영국 및 프랑스 공화국 임시 정부에 의한 최고 권한 가정에 관한 선언"이다.